# Storia di Gil Blas di Santillana
Storia di Gil Blas di Santillana è un romanzo picaresco di Alain-René Lesage pubblicato per la prima volta in due volumi nel 1715. Seguirono diverse edizioni: una seconda edizione riveduta quell'anno stesso, una terza, in tre volumi, nel 1724, nella quale le avventure del suo eroe continuano, lasciando aperti nuovi sviluppi che si concretizzano in un quarto e ultimo volume nel 1735. Lesage continuò a rivedere il romanzo fino alla morte, essendone uscita nel 1747 l'ultima versione.

## Trama
Lesage narra dello studente di Oviedo Gil Blas, di umili origini, che si mette in viaggio per andare a studiare all'Università di Salamanca. Inesperto del mondo, gli capitano le avventure più diverse: viene truffato, è sequestrato dai banditi, salva una signora caduta nelle loro mani, finisce innocente in prigione. Liberato, insieme con un amico va a Valladolid, dove diviene servo di un canonico, poi di un medico incapace e diventa medico lui stesso. A Madrid conosce il mondo del teatro e quello della corte: torna a Oviedo in tempo per assistere il padre morente e qui si sposa con Antonia. Tornato a Madrid, diviene favorito di un conte che tuttavia cade in disgrazia; nuove disgrazie, tra cui la morte della moglie, seguite da nuove avventure che tuttavia si concludono in un lieto fine con il matrimonio di Gil Blas con la bella Dorotea.

## Edizioni
- Gil Blas di Santillano, 4 voll., traduzione di Giulio Monti, Bortoli, Venezia, 1737.
- Gil Blas di Santillano, 4 voll., traduzione di Pietro Crocchi, Colle Ameno, 1773-1774.
- Storia di Gil Blas di Santillana, traduzione di Quirico Viviani, Stella, Milano, 1840.
- Storia di Gil Blas di Santillane, 2 voll., traduzione, introduzione e note a cura di Eva Timbaldi Abruzzese, UTET, Torino, 1962.
- Storia di Gil Blas di Santillana, 2 voll,. traduzione di anonimo riveduta e annotata da Carlo Cordié, Rizzoli, Milano, 1965.
- Storia di Gil Blas di Santillana, 2 voll., traduzione di Riccardo Bassi, Garzanti, Milano, 1976.